# 渡邉信一
渡邉 信一（わたなべ しんいち、1901年  - 1984年）は、日本の経済学者。東京帝国大学経済学部教授、名古屋大学経済学部長などを経て、名古屋大学名誉教授。

## 人物・経歴
愛知県出身。1922年第八高等学校文科甲類卒業。1925年東京帝国大学経済学部経済学科卒業、東京帝国大学経済学部助手。1946に東京帝国大学経済学部教授を辞職し、1948年から名古屋大学法経学部教授として経済史講座を担当した。1950年名古屋大学評議員。1952年名古屋大学学生部長。1955年名古屋大学経済学部長。退官後、名古屋大学名誉教授。1984年正四位。

## 著書
- 『日本農村人口論』南郊社 1938年
- 『協同組合論』日本評論社 1941年
- 『日本農業の経済学 上』有斐閣 1944年
- 『日本の経営構造 戦前編』雄松堂書店 1971年